# Тараваль, Гийом
Гийом Тома Рафаэль Тараваль (фр. Guillaume Taraval; 21 декабря 1701 — апрель 1750, Стокгольм) — французский и шведский художник. 

## Биография
Гийом Тома Рафаэль Тараваль родился во Франции, в семье Франсуа Тараваля и Катрин Массон. Он рано осиротел и был воспитан приемным отцом, Анри Гиймаром (1665—1728), который также дал ему первые уроки живописи и рисунка. Затем Тараваль продолжил своё обучение живописи у художника Клода Одрана (1658–1734). 
В 1727 году молодой художник женился на дочери своего приемного отца, Марии-Анне Франсуазе Гиймар (род. ок. 1705). В 1729 году у пары родился старший сын, в будущем ставший известным художником, Юг Тараваль (1729–1785).
В 1732 году Гийом Тараваль принял приглашение вместе со своей семьёй отправиться в Швецию, где художник получил большой заказ, связанный с украшением нового Королевского дворца в Стокгольме. Во дворце шведских королей Тараваль создал целую серию элегантных потолочных росписей, одним из первых познакомив Швецию с декоративным стилем рококо. Также Тараваль писал портреты, натюрморты, алтарные образы для нескольких церквей Швеции. 
В Стокгольме Тараваль имел свою мастерскую и учеников, среди которых выделялся Юхан Паш. Когда в 1735 году была создана Шведская академия художеств, то её первым президентом стал Тараваль. 
В 1738 году в Швеции у него родился младший сын, Луи Гюстав Тараваль (1738–1794), позднее ставший архитектором и гравером. 1739 году Гийом Тараваль ненадолго посетил Париж, но уже в 1740 году вернулся в Швецию, где продолжал работать до конца жизни. 
Гийом Тараваль скончался в Стокгольме в 1750 году. После этого его сын, 21-летний Юг Тараваль, вернулся во Францию.

## Галерея
- Проект временной беседки в честь приезда в Париж короля Швеции Фредрика I.
- Потолочная роспись Дворцовой церкви Королевского дворца в Стокгольме.
- Четыре амура, играющих с птичьей клеткой, Финская национальная галерея, Хельсинки.